# 向井田彩子
向井田 彩子（むかいだ あやこ、1971年〈昭和46年〉9月23日 - ）は、日本の元モデル。

## 略歴
神奈川県出身。1990年、深夜テレビ番組『11PM』に金曜日のカバーガールとして出演。1991年にはB.V.D.キャンペーンガール、うすい百貨店イメージキャラクター、1992年にはブリヂストンイメージガールを務めた。また、女性ファッション誌『CanCam』モデルとしても活動。
1993年10月に田原俊彦と結婚し、芸能界から引退。1994年2月に長女でタレントの田原可南子が誕生した。

## 出演

### 映画
- クレープ（1993年）[4]